# G8 Ambiente
Il G8 Ambiente è un forum informale dei ministri dell'Ambiente organizzato dalla presidenza di turno del G8.
La sessione del 2009 sotto presidenza italiana si è tenuta nei giorni 22 - 24 aprile a Siracusa presso il castello Maniace ed è stato presieduto da Stefania Prestigiacomo, ministro dell'Ambiente e della Tutela del Territorio e del Mare.

## Partecipazione

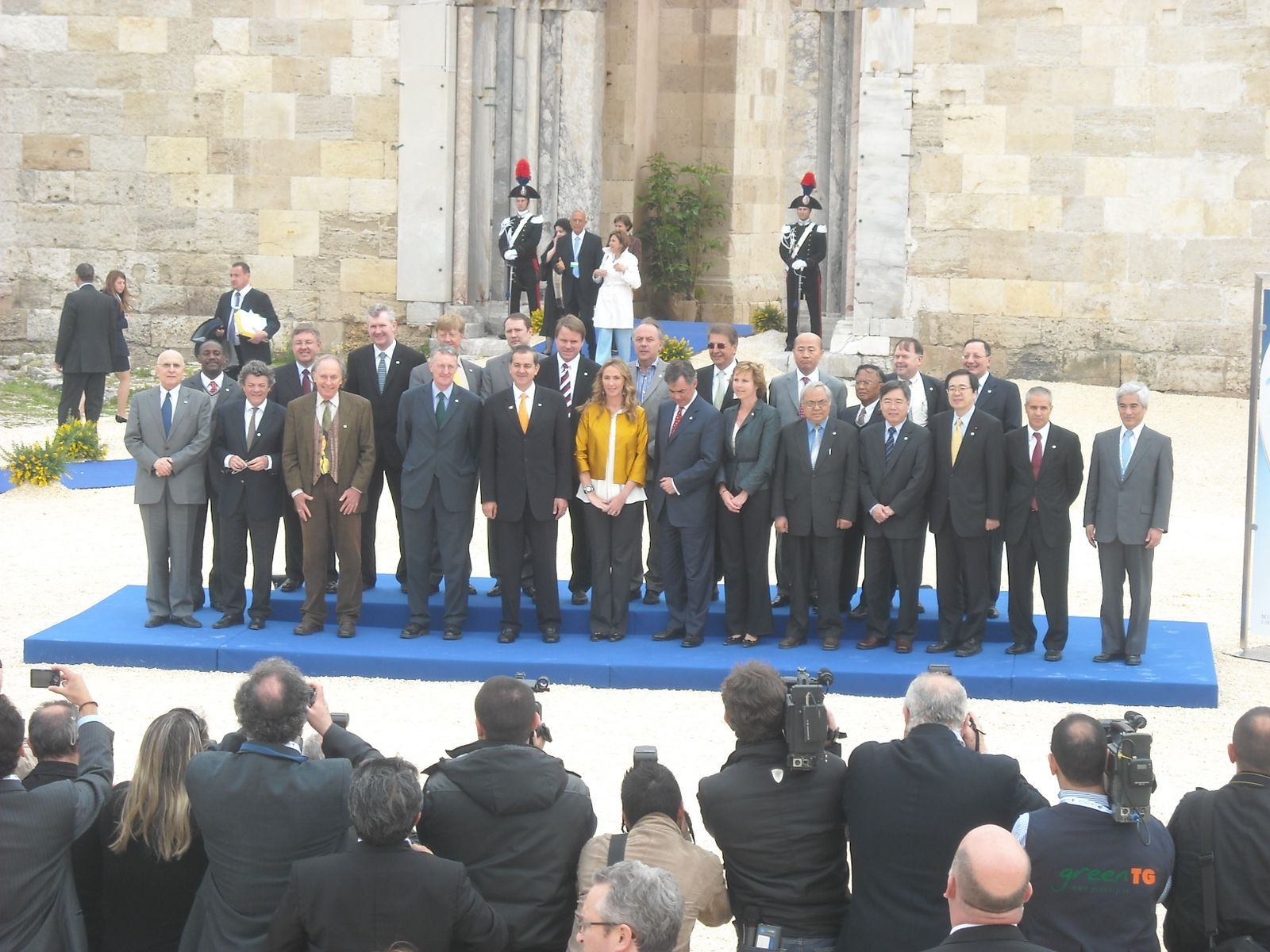
Il momento della foto di gruppo dei ministri dell'Ambiente dei Paesi partecipanti e dei rappresentanti delle organizzazioni internazionali nello spazio antistante il castello Maniace in cui la riunione si è svolta

La riunione ha visto la partecipazione di tutti i Paesi G8 (Italia, Francia, Regno Unito, Germania, Giappone, Russia, Stati Uniti d'America, Canada), la Commissione europea e la Presidenza di Turno dell'Unione europea (Repubblica Ceca) e la Presidenza entrante (Svezia) più i Paesi cosiddetti O5 (Cina, India, Brasile, Sudafrica, Messico) e una serie di altri Paesi di riferimento internazionale: Indonesia, Australia, Corea del Sud, Egitto, Danimarca (quale Presidenza della conferenza di Copenaghen sul clima).
Alla riunione hanno partecipato alcune organizzazioni internazionali: la UNFCCC, l'UNEP, la IEA, l'OCSE, la Banca Mondiale, il GEF, il WTO, la CBD, e l'IUCN.

## Agenda
I lavori si sono sviluppati attraverso 4 sessioni di lavoro ognuna dedicata ad un tema specifico:
1. le tecnologie a basso contenuto di carbonio
2. equità e cambiamento climatico
3. biodiversità
4. salute dei bambini e ambiente

I lavori ufficiali sono stati preceduti da una consultazione con le organizzazioni non governative e la società civile italiana ed internazionale a cui hanno preso parte: WWF International, BirdLife International, World Business Council for Sustainable Development, Trade Union Advisory Committee to the OECD (TUAC), Business and Industry Advisory Committee to the OECD (BIAC), Global Coalition Against Poverty (GCAP), WWF Italia, Legambiente, Oxfam, Campagna riforma Banca Mondiale, Action Aid Italia, End Water Poverty Italia ed i sindacati italiani CGIL, CISL e UIL.
Durante la discussione le ONG hanno potuto presentare le loro istanze ai ministri intervenuti, queste sono poi state presentate ufficialmente dalla Presidenza italiana in sede di riunione ufficiale dei ministri.

### Le tecnologie a basso contenuto di carbonio
La discussione si è incentrata sulle prospettive e gli impegni tesi allo sviluppo ed all'utilizzo di tecnologie a basso contenuto di carbonio, tenendo in considerazione l'attuale crisi economico-finanziaria.
Molti ministri hanno evidenziato che le tecnologie a basso contenuto di carbonio volte alla riduzione del livello globale di emissioni, quali le tecnologie per l'efficienza energetica, le energie rinnovabili e i biocombustibili provenienti da fonti ambientalmente sostenibili, sono in parte già disponibili.  È invece urgente sviluppare la capacità dei Paesi di applicare e sviluppare l'uso diffuso di tali tecnologie, sostenendo tale strategie con investimenti adeguati.
A tale proposito, i rappresentanti del settore privato che hanno partecipato a questa sessione, hanno ricordato l'importanza di dotarsi di un chiaro quadro normativo di lungo termine tale da facilitare gli investimenti anche da parte del settore privato stesso.
Ministri, rappresentanti del settore privato, ONG e la società civile hanno quindi sottolineato l'importanza dei cosiddetti pacchetti di stimolo per la ripresa dalla crisi economica, per favorire il passaggio ad una economia ambientalmente più sostenibile, rappresentando un'opportunità per ottimizzare le sinergie tra le azioni di lotta ai cambiamenti climatici, protezione della natura e le iniziative per la ripresa economica, e per incoraggiare la crescita e lo sviluppo sostenibile.
Alla Presidenza italiana è stato chiesto di inviare al Summit G8 dell'Aquila i seguenti messaggi:
1. i pacchetti di stimolo e di ripresa dovrebbero comprendere spese pubbliche ed investimenti che vadano verso una produzione ed un utilizzo più efficiente dell'energia e verso tecnologie a basso contenuto di carbonio così da affrontare sia lo sviluppo economico sia la riduzione delle emissioni;
2. gli investimenti pubblico-privati rivolti alla ricerca, allo sviluppo e ad attività dimostrative delle tecnologie a basso contenuto di carbonio dovrebbero essere incrementate;
3. la disseminazione delle tecnologie a basso contenuto di carbonio dovrebbe essere inclusiva, ossia con particolare attenzione all'accesso all'energia da parte delle popolazioni più povere che affrontano l'impegnativa sfida dello sviluppo.

### Equità e cambiamento climatico
I ministri partecipanti  hanno auspicato che l'approccio positivo e costruttivo verso questa tematica che ha caratterizzato  il dibattito a Siracusa, venisse mantenuto nelle future discussioni. Hanno quindi chiesto alla Presidenza italiana di presentare al Vertice G8 dell'Aquila i seguenti messaggi:
1. il problema del cambiamento climatico deve essere affrontato con urgenza. È emersa la volontà di raggiungere a Copenhagen un ambizioso accordo sul regime post 2012 che includa tutti i pilastri del Piano d'azione di Bali e della roadmap di Bali;
2. è necessario far progredire in modo sostanziale il lavoro internazionale riguardo ad alcune questioni chiave quali l'identificazione di obiettivi a medio e a lungo termine, adattamento ai cambiamenti climatici, finanziamento delle attività e governance.

A molti è sembrato chiaro che, al fine di dare continuità al negoziato verso il raggiungimento di un accordo ambizioso, è importante che, da una parte, tutti i paesi sviluppati chiariscano la propria posizione riguardo agli obiettivi di medio e lungo termine e riguardo al possibile sostegno finanziario da fornire alle misure di mitigazione e di adattamento nei paesi in via di sviluppo e, dall'altra, che i paesi in via di sviluppo facciano chiarezza sul proprio contributo agli sforzi globali di mitigazione.

### Biodiversità
La sessione biodiversità ha analizzato il quadro strategico attuale dei processi e dei principali elementi politici riguardanti la protezione della natura ed ha identificato tre elementi guida principali:
1. La biodiversità ed i servizi ecosistemici sono essenziali per la vita umana e per il suo benessere, nonché per il conseguimento di tutti gli obiettivi di sviluppo del Millennio.
2. La biodiversità ha un valore economico rilevante e può contribuire allo sviluppo sostenibile ed al positivo superamento della crisi economica globale;
3. È urgente che un nuovo Summit identifichi un quadro di riferimento comune per il lavoro sulla biodiversità dopo il 2010.

I servizi ecosistemici, come identificati da una serie di studi internazionali e generalmente accettati anche a livello politico internazionale, sono:
- Servizi di fornitura: ad es. cibo, acqua, legno e fibre
- Servizi di regolazione: ad es. stabilizzazione del clima, assesto idrogeologico, barriera alla diffusione di malattie, riciclo dei rifiuti, qualità dell'acqua
- Servizi culturali:  ad es. i valori estetici, ricreativi e spirituali
- Servizi di supporto: ad es. formazione di suolo, fotosintesi, riciclo dei nutrienti

In preparazione alla discussione sulla biodiversità, il Ministero dell'Ambiente ha prodotto nel febbraio 2009 un primo documento di approfondimento sui rapporti complessi che intercorrono tra la biodiversità e il benessere umano.
Tali rapporti sono stati quindi identificati nel ruolo chiave dei cosiddetti servizi ecosistemici e l'economia. Il documento, intitolato "biodiversità: una nuova prospettiva", evidenzia inoltre le interconnessioni fra la biodiversità e il cambiamento climatico e sottolinea l'importanza di migliorare il rapporto fra scienza e politica.
La nuova prospettiva sviluppata dalla presidenza italiana, partendo quindi dal presupposto indicato sopra, pone un accento particolare su alcuni punti:
- si basa sulle conclusioni dei G8 Ambiente di Potsdam e Kōbe, rispettivamente sotto presidenza tedesca e giapponese, rappresentando il consolidamento della tematica biodiversità all'interno del formato G8;
- riconosce formalmente il ruolo chiave della biodiversità nei processi economici e nel raggiungimento degli Obiettivi di sviluppo del millennio (MDG) stabiliti dalle Nazioni Unite nel 2000;
- tiene come punto di riferimento il mandato ufficiale del Summit mondiale sullo sviluppo sostenibile di Johannesburg del 2002 (WSSD) di ridurre il tasso di perdita di biodiversità entro il 2010;
- si pone come primo contributo ufficiale e politico nel processo di identificazione di una strategia internazionale sulla biodiversità per il post-2010.

Il giorno 24 aprile 2009, nell'ambito della sessione ministeriale del G8 ambiente è stata quindi approvata dai 21 governi presenti e con il supporto unanime delle Organizzazioni internazionali, la "Carta di Siracusa sulla biodiversità" quale risultato dalla discussione stimolata dal documento preparatorio.
I paesi e le organizzazioni partecipanti alla riunione hanno anche richiesto alla Presidenza italiana di trasmettere al Vertice dei capi di Stato e di Governo del G8 di luglio la Carta di Siracusa sulla biodiversità, insieme ad un messaggio centrato sui suoi temi principali.

### Salute dei bambini e ambiente
I ministri del G8 e gli altri partecipanti hanno infine discusso le questioni relative alla salvaguardia della salute umana come obiettivo fondamentale della protezione dell'ambiente e dello sviluppo sostenibile.
La discussione ha evidenziato la condizione unica dei bambini nelle loro case, scuole e comunità e i partecipanti hanno convenuto come si possa effettivamente fare di più per assicurare che i bambini nascano, crescano e si sviluppino in ambienti caratterizzati da aria pulita, acque potabili, cibo sicuro ed esposizione minima a sostanze chimiche dannose.
I paesi G8 hanno identificato diverse azioni da attuare, quali: 
- promuovere una rapida eliminazione del piombo nelle vernici,
- completare la globale eliminazione del piombo nella benzina,
- collaborare su studi di ricerca relativi alla salute dei bambini e l'ambiente che comprendano gli impatti delle sostanze inquinanti e dei metalli pesanti, degli effetti dei cambiamenti climatici, che migliorino la nostra conoscenza al riguardo e rafforzino la capacità dei professionisti coinvolti nelle questioni relative alla salute dei bambini e l'ambiente.

Alcuni ministri hanno espresso interesse a continuare a lavorare nello sviluppo di indicatori per la salute dei bambini e l'ambiente attraverso programmi gestiti dall'Organizzazione mondiale della sanità.

## I risultati
La Carta di Siracusa sulla biodiversità è stata presentata al Summit G8 dell'Aquila ed è stata supportata da tutti i capi di Stato, di Governo e delle organizzazioni internazionali presenti, anche in via formale attraverso una specifica menzione nella dichiarazione formale "Responsible leadership for a sustainable future", al punto 80: "Biodiversity".